# 福山芳樹
福山 芳樹（ふくやま よしき、1963年9月14日 - ）は、日本のシンガーソングライター、ギタリスト、作曲家、編曲家。
神奈川県鎌倉市出身。血液型はA型。身長172cm。愛称は「福山さん」「福ちゃん」。シャングリラ、ロコスミュージック、スリーナインエンタテインメントを経て、現在はMOJOST所属。
幼少のころよりピアノを習い、その後ギターを覚えたのがきっかけで本格的に音楽への道を目指す。テレビアニメ『マクロス7』の主題歌・吹き替えボーカルに起用されたのをきっかけに、数々のアニメのオープニング曲やエンディング曲を担当する。

## 経歴
学生時代より「他」、「ダルトン興業」、「黄連雀」、「ドクターエロス」、「THE MAMMY ROSE」、「MISTY MIND」などのバンドで活動する。
1988年、幼なじみである古屋敏之と2人で始めたバンド「MAPS」をきっかけにHUMMING BIRD（ハミングバード）を結成。当初はギター2人、ベース、ドラムという4人編成で活動していたが、ギター、ドラムが脱退し、サポートメンバーを含めての活動が続く。
1990年「AXIA・ミュージック・オーディション」で歌部門最優秀賞を受賞し、これをきっかけに1991年5月21日にメジャーデビュー。それ以前は、数々のアルバイトや、ヤクルトでトラック配送の仕事をしたり、古屋とともに地図製作会社に勤務しながら音楽活動を続けていた。
1992年、サポートドラマーであった麻生祥一郎が正式加入し、ロックトリオバンドとして活動を活発化させる。
1994年、バンド活動のなか、アニメソングの製作も手がけていた中村裕介の推薦を受け、製作会社の選考を経て、福山単独でテレビアニメ『マクロス7』の主題歌、吹き替えボーカルを担当する。放送開始当初、主人公である熱気バサラのボーカルを福山が担当していることは公表されておらず、1995年5月21日、日本青年館で開催されたイベントに、ヒロインであるミレーヌ・ジーナスの吹き替えボーカルを担当するチエ・カジウラとともに出演。ここで初めて、いわゆる「歌バサラ」であることが公となる。
同年6月7日にFIRE BOMBER名義でアルバム『LET'S FIRE!!』をリリース。このアルバムは、第10回日本ゴールドディスク大賞のアルバム賞（アニメ部門）を受賞。その後、FIRE BOMBER名義、HUMMING BIRD名義のシングルおよびアルバムを数枚リリースする。
2000年5月、渋谷ON AIR EASTでのライブを最後にHUMMING BIRDを解散。その後、ソロとして弾き語りやバンドによるコンサート、ツアーミュージシャン、レコーディングセッション、レコーディングプロデュースなど幅広く活動する。

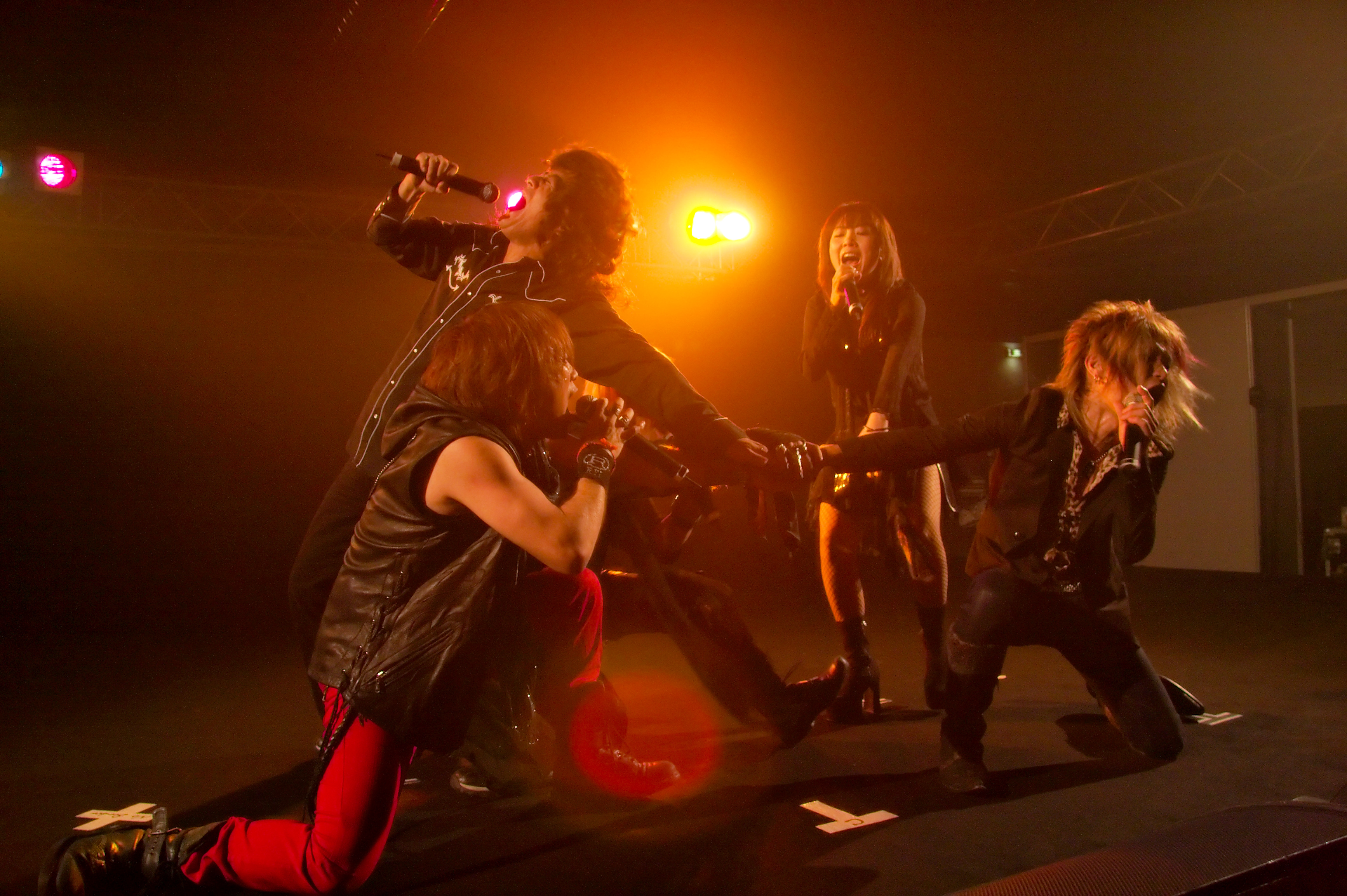
JAM Project (Chibi Japan Expo 2008)

2003年3月、JAM Projectに加入。10月には初のソロアルバム『叫ぶ男の肖像』をリリースし個人活動を活性化。ソロ・JAM Project双方でのライブ活動はアジア、アメリカ、ヨーロッパなどへも広げている。
ソロ名義として、テレビアニメ『OVERMANキングゲイナー』『武装錬金』『仮面のメイドガイ』、PCゲーム『置き場がない!』『放課後の不適格者』などの数々の作曲・歌唱を担当。『武装錬金』のオープニング主題歌となった「真赤な誓い」は、原作者の和月伸宏および監督の加戸誉夫からの指名によるものであった。
2002年、牛島正人とのユニット「WILD VOX」、2008年、熱気バサラ役の声優、神奈延年とのユニット「福神」、2012年、てつろうとのユニット「トルバドールギターズ」などを結成し、ソロのほかにもさまざまな形での音楽活動を展開している。
2005年5月29日より、東京、大阪、名古屋でツアー「Fire Bomber 2005 〜A Tribute to Nekki Basara〜」を開催。初日の東京公演で、バサラギター（初代）が初披露された。1曲目でマイクスタンドにぶつけヘッドが折れるが、ヘッドレスのギターを改造したものであったため、演奏を続けることができた。
2011年5月、デビュー20周年ツアーを行う。最終日の5月22日、Shibuya O-EASTでの公演には古屋が参加し、一夜かぎりのHUMMING BIRD再結成となった。また、このツアーからESP製のバサラギター（2代目）が使用された。
2013年2月11日の大阪城ホール、2月24日の横浜アリーナで開催されたJAM Projectの公演「THE MONSTER'S PARTY」において、実際のステージでは初のドラム演奏を披露する。事前にランティスから電子ドラムを借り、麻生によるレクチャーを受けて特訓。サージェント・ペパー風の衣装をまとい、満員の観衆を前に演奏を行った。
2014年11月1日、所属事務所をスリーナインから、旧知の仲である寒河江康隆が設立したMOJOSTに移籍。
2015年3月18日、ランティスよりアルバム『マグノリア』を発表。
ジャルジャル・倉本美津留とともに「モジャモジャルジャル」を結成し、2016年11月28日にオリジナルソング集『ジャル歌全集』の配信を開始。12月にはライブを行った。
2017年4月1日、旧知の福山竜一とW-FUKUYAMAを結成。ライブや配信など精力的な活動を行っている。

## 人物像

### 幼少期 - 学生時代
5歳から10歳までピアノを習い、音を聞き取ってアニメやウルトラシリーズの主題歌、映画音楽などを弾いていた。ギターは11歳の誕生日に買ってもらい、音楽大学に通っていたいとこの姉に基本的な押さえ方を教わり、あとは独学である。
12歳のとき、病院の待合室のテレビでビートルズの映画『レット・イット・ビー』を観てロックに目覚める。その後フィルムコンサートに行き指の動きを観察、家に帰ってチョーキングを試すといった方法で上達。アマチュア時代はほとんどのバンドでギタリストとして参加。ボーカリストになるつもりはなく、あくまでギタリストになりたかったという。なお、中学時代はサッカー部、高校時代は柔道部に所属していた。
高校受験の際、公立高校一本に絞り、滑り止めの私立校を受験しない代わりにエレキギターとアンプを買ってもらうことを親に確約させ、県立高校に合格する。こうして初めて手に入れたエレキギターがGRECO・GO-1000であり、GUYATONE-ZIP200というアンプ込みで10万円であった。
1984年、桜美林大学経済学部に入学。軽音楽部にも入部したものの、初期以降はあまり大学へは通わず、アルバイトやバンド活動に時間を費やしたという。1986年には大学を除籍となる（退学届けを提出せずに辞めたため）。

### 音楽活動
1988年8月、アルバイト先（レンタルビデオ店）の先輩であり、大学時代から交際していた福山恭子と結婚した。シャングリラ、ロコスミュージック在籍時は担当マネージャーがおらず、恭子が実質的なマネージャー兼ローディーであった。作詞のほか、衣装、グッズの売り子、カメラマン、音響、照明に至るまで幅広く担当していた。
愛用しているギターのフェンダー・ストラトキャスターは1972年製で1983年に購入。アンプはデビュー当時から一貫してVOX AC-30を使用している。ソロアルバムの多くで、ドラム以外のほとんどの楽器をみずから演奏し、作曲・編曲もほとんど自身が担当している。同期・半オケを導入した演奏を好まず、あくまでも生演奏にこだわっている。
ソロ活動開始以降のバンド編成はおおむね固定されており、ドラム・麻生祥一郎、ベース・てつろう、キーボード・横田昭、ボーカル兼ギター・福山芳樹の4人という構成が主である。初代キーボーディストである今井隼が、ユニット「Antique Toy」としてメジャーデビューするのを機にバンドを脱退。後任として、HIDEこと鈴木英利が2代目鍵盤担当として加入したが、在籍期間は短く、バンドメンバーとして活動したのは実質2005年に開催されたツアー「Fire Bomber 2005 〜A Tribute to Nekki Basara〜」のみである。HIDEの脱退理由については詳しく語られていない。その後、一時期トリオでの活動期間を経て、2007年、アルバム『YELLOW HOUSE』の製作およびツアーから横田が3代目鍵盤担当として加入し、現在に至る。バンドのメンバーを称して「福山バンド」「F-BAND」と呼ばれているが正式な名称は特に定められていない。
2008年3月2日、JAM Projectのツアー「No Border」東京公演において、ステージで転倒し機材に激突。右鎖骨を粉砕骨折するもアンコールの最後までステージに立ち続け、終演後に救急車で搬送される。同ツアーの残りの公演にも負傷のまま参加した。このときの骨折、および手術、リハビリ、また同時期に製作していた「複眼」における苦労話は、しばしばライブ中のMCで笑い話として語られることとなる。なお、このとき入院したのは、31年前（そのときも骨折）に待合室で『レット・イット・ビー』を観てミュージシャンを志したときと同じ病院であった。
2012年6月9日、トルバドールギターズのツアー中、大阪公演終了後の夜にマネージャーに頭痛を訴え、病院へ救急搬送。くも膜下出血で緊急手術、そのまま入院となり生死の境をさまよう。奇跡的に後遺症もなく7月2日には退院。9月1日、ツアー「Sings FIRE BOMBER 〜A Tribute to Nekki Basara〜」の福岡公演でステージに復帰した。

#### HUMMING BIRD関連
HUMMING BIRDの2ndアルバム『TIMELESS』の稀少化による価格高騰について、福山は「お金に困ったら売ろうと思います(笑)」と笑い話にする一方、正規の価格をはるかに超える高額でファンが購入することに心を痛めており、デジタル配信が決まった際には非常に喜んでいた。
HUMMING BIRDがオープニングテーマを担当した『ネクスト戦記EHRGEIZ』の音楽などを手がけた作曲家の多田彰文は、「MISTY MIND」時代のキーボーディストである。

### 趣味・嗜好など
動物好きでペットを絶やしたことがなく、一時期は猫を7匹同時に飼っており、雑誌『猫の手帖』で特集されたこともある。また、チワワを飼っていたことから自宅スタジオを「アップルヘッドスタジオ」と名づけた。HUMMING BIRD時代からの代表曲である「ねここしゃん」を筆頭に、飼っている、または過去に飼っていたペットがタイトルや歌詞に登場する楽曲が多数ある。
タマゴサンドを食べることができない。卵そのものが嫌い、苦手というわけではないが、タマゴサンドは本人によれば「（ゆで卵を潰してマヨネーズで和えたものが）とても食感が悪い」という理由で徹底して避けている。
視力は低く、日常では眼鏡を、ステージに立つ際はコンタクトレンズを使用していることが多い。
ゲームはやらない。本人のライブMCによると「最後にやったのはポートピア連続殺人事件」。

## ディスコグラフィ

### シングル
|     | 発売日         | タイトル                  | 規格品番   |
| --- | -------------- | ------------------------- | ---------- |
| 1st | 2002年9月21日  | キングゲイナー・オーバー! | VICL-35427 |
| 2nd | 2006年11月22日 | 真赤な誓い                | GNCA-0041  |
| 3rd | 2008年5月28日  | ワクガイ!!                | GNCA-0109  |
| 4th | 2010年5月27日  | 獣になれ!                 | GNCA-0142  |
| 5th | 2014年5月21日  | 鵺の森                    | GNCA-0336  |
| 6th | 2015年3月25日  | ハテナキ闘士              | OVDM-001   |
| -   | 2016年2月22日  | 1192作ろう福山王国        | SPCM-0001  |
| 7th | 2018年8月15日  | 孤独な原子                | SPCM-0007  |
| 8th | 2021年5月29日  | Dragon Eye                | SPCM-00011 |
| 9th | 2022年1月26日  | 暁のサラリーマン          | GNCA-0660  |

### コラボシングル
AKINO from bless4とのデュエットシングル
- 「創聖のアクエリオン Myth of Emotions Ver.」（2025年2月19日）

### アルバム

#### オリジナルアルバム
|      | 発売日        | タイトル                                     | 規格品番   |
| ---- | ------------- | -------------------------------------------- | ---------- |
| 1st  | 2003年8月22日 | 叫ぶ男の肖像                                 | PICA-7071  |
| 2nd  | 2004年7月9日  | Jungle Lady                                  | GNCA-7007  |
| 3rd  | 2005年5月25日 | FUKUYAMA FIRE!!! -A Tribute To Nekki Basara- | GNCA-7026  |
| 4th  | 2006年4月12日 | ALLEGORY                                     | GNCA-7047  |
| 5th  | 2007年8月22日 | YELLOW HOUSE                                 | GNCA-7079  |
| 6th  | 2009年7月29日 | REBIRTHDAY                                   | GNCA-7141  |
| 7th  | 2011年4月6日  | SYNAPSE                                      | GNCA-7167  |
| 8th  | 2015年3月18日 | Magnolia                                     | LACA-15478 |
| 9th  | 2017年8月10日 | LONDON MAGIC                                 | SPCA-0002  |
| 10th | 2022年5月4日  | SPACE BIRD                                   | SPCA-0005  |

#### ベストアルバム
|     | 発売日        | タイトル                                          | 規格品番  |
| --- | ------------- | ------------------------------------------------- | --------- |
| 1st | 2011年4月27日 | 20 FLIGHT ROCK〜YOSHIKI FUKUYAMA SELECTED WORKS〜 | GNCA-7168 |

### JAM Project
2003年3月より活動。「JAM Project」の項を参照。

### WILD VOX
|           | 発売日        | タイトル | レーベル                 |
| --------- | ------------- | -------- | ------------------------ |
| 1st ALBUM | 2002年4月20日 | 野性の風 | アクアエンターテイメント |
| 2nd ALBUM | 2014年3月16日 | GLORY    | three nine entertainment |

### 福神
|                | 発売日         | タイトル    | レーベル                     |
| -------------- | -------------- | ----------- | ---------------------------- |
| 1st MINI ALBUM | 2008年12月24日 | DOUBLE CAST | ジェネオンエンタテインメント |

### トルバドールギターズ
|           | 発売日        | タイトル                 | レーベル                       | 規格品番  |
| --------- | ------------- | ------------------------ | ------------------------------ | --------- |
| 1st ALBUM | 2012年5月23日 | TROUBADOUR GUITARS FIRST | スリーナインエンタテインメント | TNCA-0002 |
| 2nd ALBUM | 2016年2月29日 | 悲しみと偽りのパスタ     |                                | SPCA-0001 |

### W-FUKUYAMA
2017年4月より活動。「W-FUKUYAMA」の項を参照。

### DVD
|     | 発売日         | タイトル                                        | レーベル                                              |
| --- | -------------- | ----------------------------------------------- | ----------------------------------------------------- |
| 1st | 2004年6月3日   | LONG LONG LIVE                                  | スリーナインエンタテインメント                        |
| 2nd | 2005年8月15日  | FIRE BOMBER 2005 -A Tribute to Nekki Basara-    | スリーナインエンタテインメント                        |
| 3rd | 2008年4月16日  | ELECTRIC FIRE 2007 -Tribute to BASARA & MYLENE- | seesonic ジェネオンエンタテインメント                 |
| 4th | 2009年4月29日  | 福神天国（「福神」名義）                        | seesonic ジェネオン・ユニバーサル・エンターテイメント |
| 5th | 2011年11月30日 | THE PARTY 20 FLIGHT ROCK SPECIAL 2DAYS          | seesonic ジェネオン・ユニバーサル・エンターテイメント |
| 6th | 2012年3月28日  | LIVE & DOCUMENTARY AKOGI TABI 2011              | スリーナインエンタテインメント                        |
| 7th | 2016年9月14日  | 福山芳樹25周年ライブ。〜驚くべき生命力の謎〜    | MOJOST                                                |

### オムニバス・企画盤
| 発売日         | タイトル                                                          | レーベル                     | 曲 | 備考                                                    |
| -------------- | ----------------------------------------------------------------- | ---------------------------- | --- | ------------------------------------------------------- |
| 2001年1月20日  | ハムスター倶楽部 ソングコレクション                               | 日本コロムビア               | Make my day! | 『ハムスター倶楽部』イメージソング                      |
| 2002年11月7日  | MACROSS THE TRIBUTE                                               | ビクターエンタテインメント   | マクロス |                                                         |
| 2002年11月21日 | オーバーマン キングゲイナー ORIGINAL SOUNDTRACK 1 「ハラショー!」 | ビクターエンタテインメント   | キングゲイナー・オーバー! | テレビアニメ『OVERMANキングゲイナー』オープニング主題歌 |
| 2003年2月21日  | L/R ORIGINAL SOUND TRACK VOCAL SIDE                               | ビクターエンタテインメント   | Always | テレビアニメ『L/R -Licensed by Royal-』イメージソング   |
| 2003年7月24日  | SONGS FROM age                                                    | ランティス                   | ハウンド妄想 | パソコンゲーム『大空寺危機一髪!』オープニング主題歌     |
| 2006年3月8日   | 「よみがえる空 -RESCUE WINGS-」エンブレム                         | ランティス                   | 青くなれ 青くなれ(off vocal) | テレビアニメ『よみがえる空』挿入歌                      |
| 2006年7月26日  | DRAGON BATTLE                                                     | ランティス                   | 吠えろ!! | OVA『新ゲッターロボ』イメージソング                     |
| 2007年1月25日  | 「武装錬金」オリジナルサウンドトラック                            | ジェネオンエンタテインメント | 真赤な誓い〜TVサイズ〜 | テレビアニメ『武装錬金』オープニング主題歌              |
| 2007年3月28日  | 「武装錬金」EXPERT-CD 1                                           | ジェネオンエンタテインメント | キミがくれるPOWER | テレビアニメ『武装錬金』イメージソング                  |
| 2008年6月25日  | 「仮面のメイドガイ」オリジナル サウンドトラック                   | ジェネオンエンタテインメント | ワクガイ!!-TVサイズ-（始まりだ!version） ワクガイ!!-TVサイズ-（厳しいのだ!version） ワクガイ!!-TVサイズ-（関係ない!version） ワクガイ!!-TVサイズ-（お見通しだ!version） | テレビアニメ『仮面のメイドガイ』エンディング主題歌      |
| 2008年7月23日  | 「仮面のメイドガイ」キャラクターソング 1 コガラシ                 | ジェネオンエンタテインメント | ワクガイ!!-TVサイズ-（受けてみろ!ver.） ワクガイ!!-TVサイズ-（誕生だ!ver.）                                                                                             | テレビアニメ『仮面のメイドガイ』エンディング主題歌      |
| 2008年8月27日  | 「仮面のメイドガイ」キャラクターソング 2 なえか&英子&美和         | ジェネオンエンタテインメント | ワクガイ!!-TVサイズ-(心意気だ!ver.) ワクガイ!!-TVサイズ-(罠はあるか!ver.)                                                                                               | テレビアニメ『仮面のメイドガイ』エンディング主題歌      |
| 2008年9月24日  | 「仮面のメイドガイ」キャラクターソング 3 フブキ                   | ジェネオンエンタテインメント | ワクガイ!!-TVサイズ-(食らうがいい!ver.) ワクガイ!!-TVサイズ-(見せてみろ!ver.)                                                                                           | テレビアニメ『仮面のメイドガイ』エンディング主題歌      |
| 2008年10月29日 | 「仮面のメイドガイ」キャラクターソング 4 リズ                     | ジェネオンエンタテインメント | ワクガイ!!-TVサイズ-(お任せだ!ver.) ワクガイ!!-TVサイズ-(終わらないぜ!ver.)                                                                                             | テレビアニメ『仮面のメイドガイ』エンディング主題歌      |

### タイアップ
| 楽曲                            | タイアップ                                                   | 時期   |
| ------------------------------- | ------------------------------------------------------------ | ------ |
| キングゲイナー・オーバー!       | テレビアニメ『OVERMANキングゲイナー』オープニングテーマ      | 2002年 |
| ハウンド妄想                    | PCゲーム『大空寺危機一髪!』オープニングテーマ                | 2003年 |
| 真赤な誓い                      | テレビアニメ『武装錬金』オープニングテーマ                   | 2006年 |
| ワクガイ!!                      | テレビアニメ『仮面のメイドガイ』エンディングテーマ           | 2008年 |
| 獣になれ!                       | PCゲーム『置き場がない!』オープニングテーマ                  | 2010年 |
| GO! グランブレイバー!           | テレビアニメ『迷い猫オーバーラン!』第7話オープニングテーマ   | 2010年 |
| 創聖のアクエリオン 熱輝合体Ver. | パチンコ『CRフィーバー創聖のアクエリオンIII』主題歌          | 2012年 |
| 鵺の森                          | PCゲーム『放課後の不適格者』主題歌                           | 2014年 |
| サナギ                          | PCゲーム『放課後の不適格者』メインテーマ                     | 2014年 |
| ハテナキ闘士                    | DMMゲームズ『HOUNDS』主題歌                                  | 2015年 |
| 孤独な原子                      | 『姫神革命ゼンノバ』主題歌                                   | 2018年 |
| 暁のサラリーマン                | テレビアニメ『異世界美少女受肉おじさんと』オープニングテーマ | 2022年 |

### 提供・参加
| タイトル         | 提供したアーティスト | 備考 |
| ---------------- | -------------------- | --- |
| Rise             | 諏訪部順一           | 作曲・アレンジ。のちにアルバム『REBIRTHDAY』で歌詞とアレンジを替え「神のDNA 魔女のDNA」としてリメイク         |
| 黄金の光         | 杉山紀彰             | 作曲・アレンジ。のちにアルバム『REBIRTHDAY』で歌詞とアレンジを替え「青い薔薇」としてリメイク                  |
| Brother          | 影山ヒロノブ         | アレンジ |
| HAPPY ICECREAM   | 遠藤正明             | 作曲。当初、同曲を予定して書いていた曲がのちにアルバム『ALLEGORY』に収録された「別れ道」である。              |
| 風のシンフォニー | 三重野瞳             | 作曲。のちにアルバム『REBIRTHDAY』で13年の時を経てセルフカヴァー                                              |
| 一番星と君と     | 歌菜子               | 作曲。PCゲーム『置き場がない!』エンディングテーマ。のちにシングル『鵺の森』のカップリングとしてセルフカヴァー |
| スノーマン       | 和島あみ             | 作曲 |
| 雷鳴             | 氷川きよし           | 作曲 |

## 関連アーティスト
- HUMMING BIRD（1988年 - 2000年、2023年 -）
- WILD VOX (2002年 - )  - HUMMING BIRDデビュー当初のプロデューサー・牛島正人とのデュオ。
- JAM Project（2003年 - ）
- 福神（2007年 - ） - 『マクロス7』で熱気バサラを演じた声優、神奈延年とのデュオ。
- トルバドールギターズ（TROUBADOUR GUITARS 2012年 - ） - てつろうとのデュオ。
- W-FUKUYAMA（2017年 - ） - 福山竜一とのデュオ。
- AKINO from bless4・福山芳樹（2025年） - bless4のAKINOとのデュオ。